# مؤسسه سرمایه‌گذاری برونئی
مؤسسه سرمایه‌گذاری برونئی (انگلیسی: Brunei Investment Agency) شرکت دولتی سرمایه‌گذاری در برونئی است، که در سال ۱۹۸۳ توسط حسن البلقیه تأسیس شد.